# El Jobo Aquiche
El Jobo Aquiche är en ort i Mexiko.   Den ligger i kommunen Tantoyuca och delstaten Veracruz, i den sydöstra delen av landet, 230 km norr om huvudstaden Mexico City. El Jobo Aquiche ligger 148 meter över havet och antalet invånare är 615.
Terrängen runt El Jobo Aquiche är platt. Runt El Jobo Aquiche är det ganska tätbefolkat, med 72 invånare per kvadratkilometer. Närmaste större samhälle är Tantoyuca, 8,9 km sydost om El Jobo Aquiche. Trakten runt El Jobo Aquiche består till största delen av jordbruksmark.